# LM Engströms gymnasium
LM Engströms gymnasium är en fristående gymnasieskola i Göteborg med kristen evangelisk-luthersk profil.
Skolan har ungefär 620 elever och ligger på Västra Hamngatan i centrala Göteborg.

## Historia
Skolan började 1924 med 25 elever som fick möjlighet att läsa till studentexamen. Namnet var Göteborgs enskilda gymnasium för blivande präster eller Prästgymnasiet ("PG" i vardagligt tal). Skolans lokaler rymdes först i Hvidfeldtska läroverket men kom snart att få egna lokaler på Parkgatan 10. Studentexamen gavs från omkring 1927 till 1968. 
1966 upphörde läroverket och skolan kom därefter att bli en privatskola med namnet Göteborgs enskilda gymnasium och skolan flyttade till Viktor Rydbergsgatan 22. Skolan bar också under några år efter 1970 namnet Vasagymnasiet.
I början av 1990-talet blev skolan en friskola med namnet LM Engströms gymnasium efter prästen Lars Magnus Engström i Bolstad, Dalsland, som var en av initiativtagarna till det ursprungliga skolan. 1993 flyttade skolan till Västra Hamngatan 17 som tidigare var Göteborgs Biskopshus. Skolan expanderande senare under det tidiga 2000-talet till Västra Hamngatan 15, det tidigare Telegrafverkets hus. 

## Verksamhet
LM är ett av flera gymnasier i Sverige med kristen profil. Som en del av den kristna profilen erbjuder skolan kursen religion specialisering.
Skolan har fem program. De program som erbjuds är:    
- Samhällsvetenskapligt, med inriktning samhälle
- Naturvetenskapligt. Inför årskurs två väljer eleverna mellan naturvetenskaplig och samhällelig inriktning.
- Estetisk finns en inriktning - musik.
- Ekonomi finns två inriktningar antingen juridik eller ekonomi.

LM Engströms gymnasium drivs av Peter Isaac Béens utbildningsstiftelse, som även driver Församlingsfakulteten.